# Li Yanmei
Li Yanmei (née le 6 février 1990 à Chaozhou) est une athlète chinoise, spécialiste du triple saut. 

## Biographie
Lors de l'édition 2011 du Shanghai Golden Grand Prix, comptant pour la Ligue de diamant 2011, Li Yanmei se classe deuxième du concours du triple saut avec 14,35 m, record personnel.

## Palmarès
| Date | Compétition                    | Lieu      | Résultat | Marque  |
| ---- | ------------------------------ | --------- | -------- | ------- |
| 2008 | Championnats d'Asie juniors    | Djakarta  | 1re      | 13,60 m |
| 2008 | Championnats du monde juniors  | Bydgoszcz | 6e       | 13,23 m |
| 2011 | Championnats d'Asie            | Kōbe      | 4e       | 13,97 m |
| 2012 | Championnats d'Asie en salle   | Hangzhou  | 2e       | 13,73 m |
| 2012 | Championnats du monde en salle | Istanbul  | 6e       | 14,02 m |
| 2014 | Championnats du monde en salle | Sopot     | 5e       | 14,19 m |
| 2014 | Jeux asiatiques                | Incheon   | 4e       | 13,71 m |

## Records
| Épreuve     | Épreuve      | Performance | Lieu     | Date            |
| ----------- | ------------ | ----------- | -------- | --------------- |
| Triple saut | En plein air | 14,35 m     | Shanghai | 15 mai 2011     |
| Triple saut | En salle     | 14,27 m     | Nankin   | 23 février 2012 |